# Pienza
Pienza 'là một đô thị tại tỉnh Sienna ở vùng Veneto, Ý.
Đô thị này có diện tích 112  km², dân số là 2231 người (thời điểm 31 tháng 12 năm 2005)
Trung tâm lịch sử thành phố Pienza là di sản thế giới UNESCO.